# Robbie Robertson
Jaime Royal Robertson, detto Robbie (Toronto, 5 luglio 1943 – Los Angeles, 9 agosto 2023), è stato un cantante, polistrumentista e compositore canadese, famoso soprattutto per la sua appartenenza al gruppo The Band.
È stato inserito al cinquantanovesimo posto nella lista dei 100 migliori chitarristi secondo Rolling Stone.

## Biografia
Nato da madre indiana Mohawk, Rosemarie Dolly Chrysler, e da padre ebreo, Alexander David Klegerman, ricevette il cognome del padre putativo, James Patrick Robertson. Conobbe la musica nella Riserva delle Sei Nazioni nell'Ontario, dove passava le vacanze, e cominciò presto a studiare la chitarra scrivendo canzoni ed esibendosi fin da giovane.
Dal 1958, Robertson suonò a Toronto con diversi gruppi musicali. Nel 1960, incontrò il cantante Ronnie Hawkins, allora leader di una band chiamata The Hawks. Il chitarrista solista era il noto Roy Buchanan, divenuto maestro di Robertson: quando poi nel 1963 egli lasciò il gruppo per tentare la carriera di musicista in studio, fu Robertson che divenne il solista della formazione.
Il quintetto si rinominò The Canadian Squires, poi Levon and the Hawks, per chiamarsi alla fine The Band.

### The Band

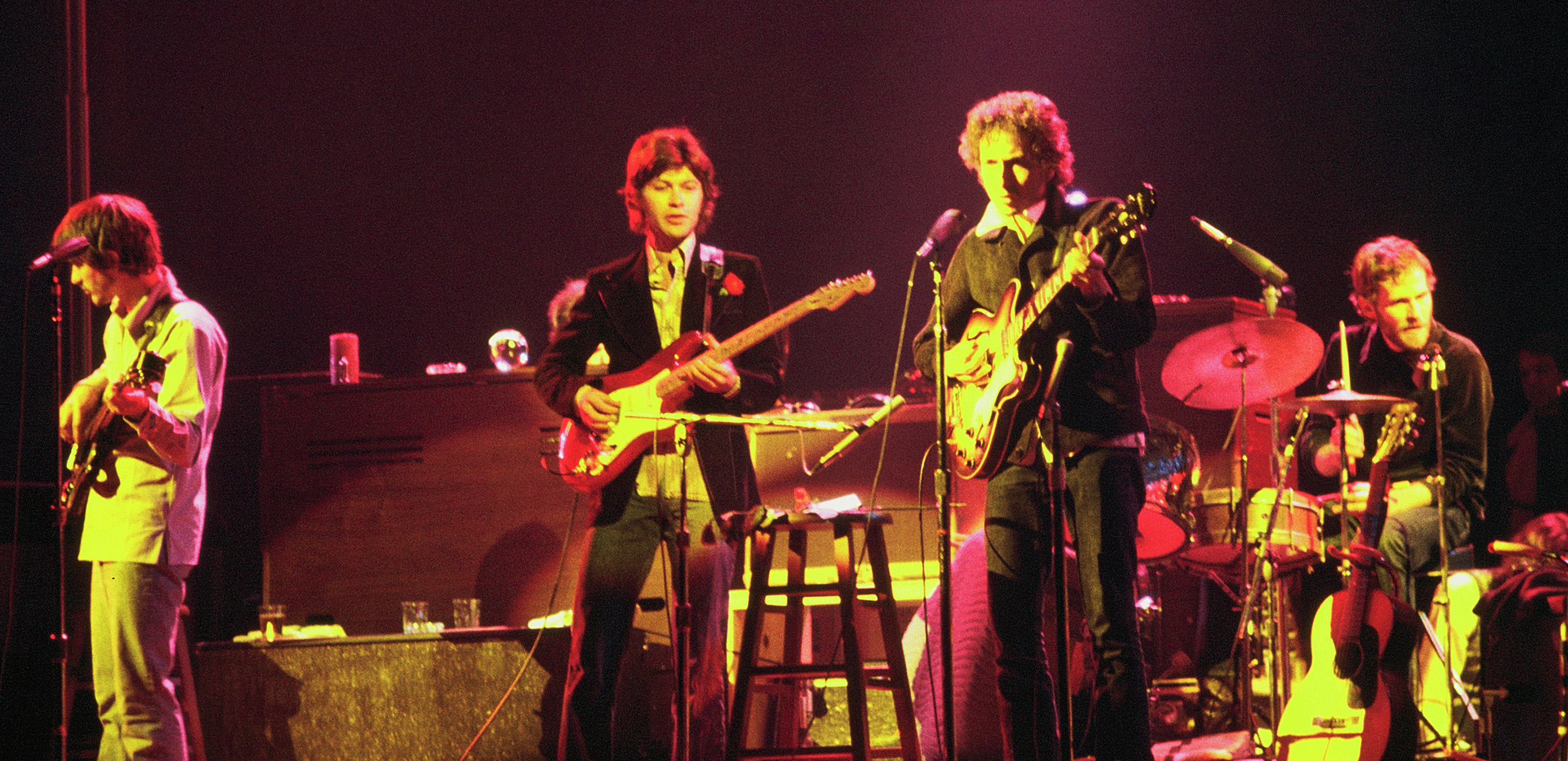
The Band: Robbie Robertson alla chitarra (1974)

Bob Dylan offrì un ingaggio a The Band per i suoi famosi e controversi tour del 1965 e 1966: fu la sua prima esibizione importante come musicista rock anziché come interprete di musica folk. Il suono particolare della chitarra di Robertson costituì una parte essenziale della musica.
Dal primo album, Music from Big Pink (1968), The Band fu considerato come uno dei più importanti gruppi di musica rock.
La rivista Rolling Stone espresse grandi apprezzamenti nei confronti del gruppo.
Robertson cantava solo poche canzoni con il gruppo, ma compose la maggior parte dei brani e spesso fu considerato il leader della formazione (anche se il batterista e cantante Levon Helm successivamente disse che a Robertson vennero attribuiti eccessivi crediti come compositore).
Nel 1976, Robertson decise di sciogliere The Band, affermando di essere esausto da quasi venti anni di continue esibizioni con il gruppo. Durante la lavorazione del film The Last Waltz, diretto da Martin Scorsese, Robertson disse che aveva suonato musica rock dal vivo fin da quando questo tipo di musica cominciò ad essere suonata.
Nel 1983 The Band si ricostituì senza Robertson.

### Musica nativo americana
Dopo due ottimi album solisti improntati su un rock epico e atmosferico (notevole soprattutto il primo, prodotto da Daniel Lanois e con ospiti del calibro di Peter Gabriel, gli U2, i Neville Brothers e i vecchi compagni della Band), Robertson diede inizio ad un affascinante viaggio nella memoria, non solo personale, esplorando le sonorità e le narrazioni degli indiani d'America. La sua ricerca trovò piena maturazione soprattutto nel disco Music for the Native Americans, colonna sonora di un documentario televisivo, piccolo capolavoro della world music contemporanea.

### Contributi per il cinema
Nel 1980 Martin Scorsese affidò a Robertson la composizione della colonna sonora per il film Toro scatenato. Successivamente Robertson avvierà con il regista statunitense un proficuo sodalizio, riscontrabile nei film Re per una notte (1983), Il colore dei soldi (1986), Casinò (1995), Gangs of New York (2002), The Departed - Il bene e il male (2006), Shutter Island (2009), The Wolf of Wall Street (2013), The Irishman (2019) e Killers of the Flower Moon (2023). Collaborò con Wim Wenders per Fino alla fine del mondo (1991), con Barry Levinson per Jimmy Hollywood (1994), con Oliver Stone per Ogni maledetta domenica (1999). Nel 1995 Robertson recitò nel film 3 giorni per la verità, diretto da Sean Penn.

### Morte
Affetto da un cancro alla prostata, Robertson morì il 9 agosto 2023 all'età di 80 anni.

## Vita privata
Dalla prima moglie Dominique, una giornalista, ebbe tre figli: Alexandra Robertson, Delphine Robertson e l'unico maschio, lo scrittore e musicista Sebastian Robertson. Dopo aver divorziato sposò Janet, magistrato, con cui rimase unito fino alla morte. Robertson mantenne ottimi rapporti con l'ex moglie e divenne amico di Nicholas, l'uomo con cui ella si risposò (al momento del decesso, l'artista si trovava nella propria casa di Los Angeles insieme a Dominique, Nicholas e Janet).
Fece parte dei Canadian charity Artists Against Racism.

## Discografia da solista
- 1987 - Robbie Robertson
- 1991 - Storyville
- 1994 - Music for the Native Americans
- 1998 - Contact from the Underworld of Red Boy
- 2011 - How to Become Clairvoyant
- 2019 - Sinematic